# Sara Evans

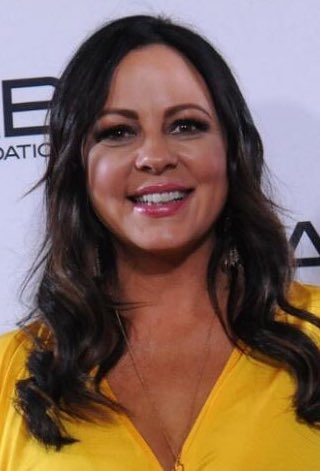
Sara Evans, 2018

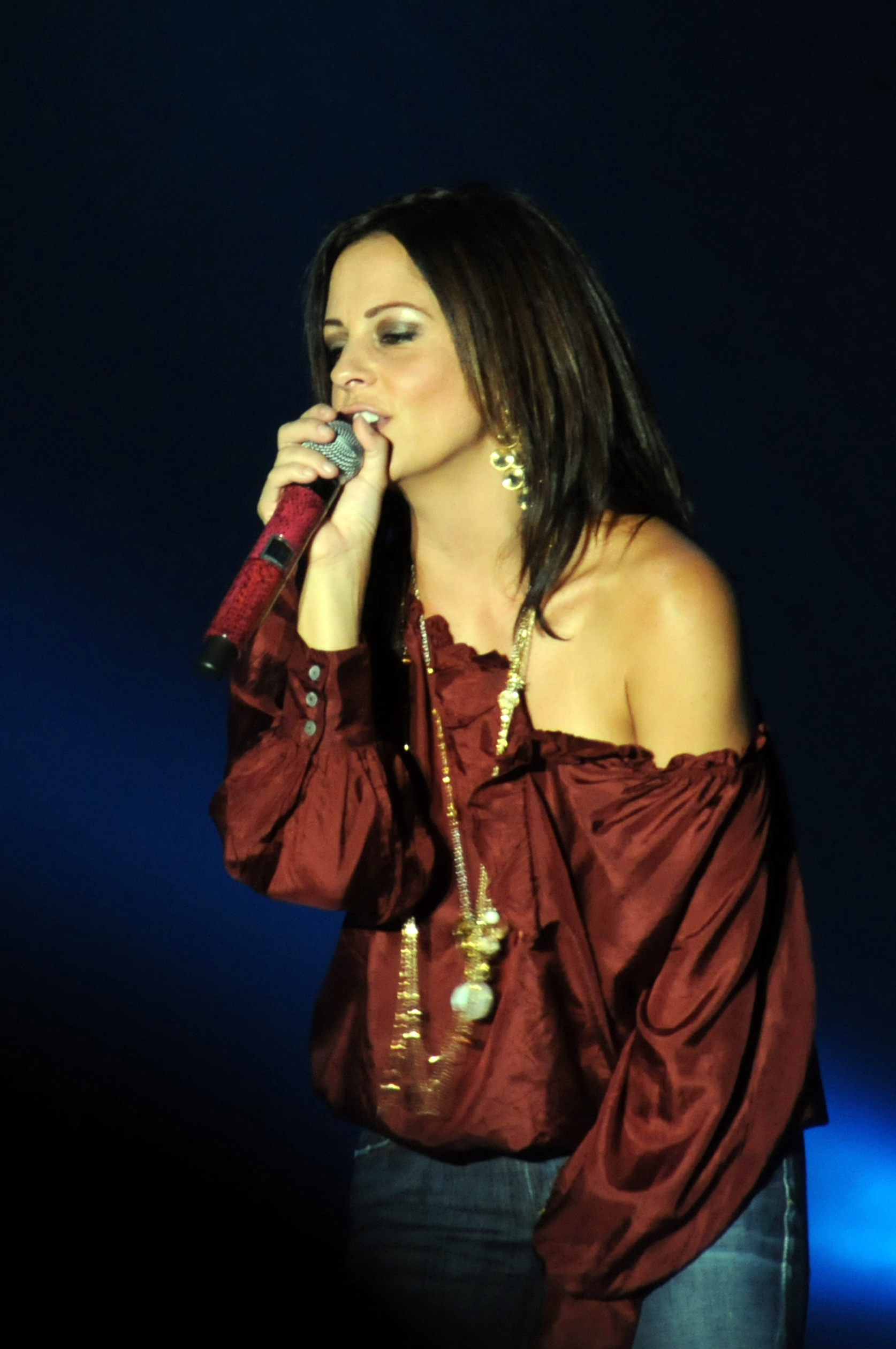
Sara Evans 2008

Sara Evans (* 5. Februar 1971 als Sara Linn Evans in Booneville, Missouri) ist eine US-amerikanische Country-Sängerin.

## Anfänge
Sara Evans wuchs auf einer Farm in Missouri auf. Im Alter von vier Jahren begann sie zu musizieren. Nur wenig später trat sie erstmals mit zwei Geschwistern als Evans Family Band auf. Mit sechzehn stand sie jeden Samstagabend auf der Bühne einer lokalen Tanzhalle.
1991 zog sie nach Nashville, wo sie zunächst als Kellnerin arbeitete. Hier begegnete sie dem Musiker Craig Schelske. Sie schloss sich seiner Band an und heiratete ihn zwei Jahre später. Die Gruppe unternahm ausgedehnte Tourneen. 1995 kehrte Evans nach Nashville zurück. Der bekannte Songwriter Harlan Howard wurde auf sie aufmerksam und vermittelte einen Schallplattenvertrag mit dem RCA-Label.

## Karriere
Ihr erstes Album, Three Chords and the Truth, erschien 1997. Es erhielt gute Kritiken und brachte ihr eine Academy-of-Country-Music-Awards-Nominierung ein, war aber kommerziell nicht allzu erfolgreich. Den Durchbruch schaffte sie mit ihrem zweiten Album No Place That Far, das vergoldet wurde, nachdem die gleichnamige Single den Spitzenplatz der Country-Charts erobert hatte und sich zusätzlich in der Pop-Hitparade platzieren konnte. Einen Teil der Songs dieses Albums hatte Evans selbst komponiert. Bekannte Größen der Country-Szene wirkten bei den Aufnahmen mit, unter anderem Vince Gill, Martina McBride, George Jones, Alison Krauss und Jamie O’Hara.
Im Jahr 2000 erreichte sie mit der aus ihrem dritten Album ausgekoppelten Single Born to Fly erneut Platz eins der Country-Charts. Das zugehörige Video wurde von der Country Music Association 2001 als „Video des Jahres“ ausgezeichnet. Das Album selbst erreichte doppelten Platinstatus.
2017 gründete Evans ihr eigenes Plattenlabel, „Born to Fly Records“. Als erstes Album erschien hier noch im gleichen Jahr Words.
Im Februar 2023 nahm Evans als Mustang an der neunten Staffel der US-amerikanischen Version von The Masked Singer teil, in der sie den 20. Platz erreichte.

## Diskografie

### Alben
| Jahr | Titel Musiklabel               | Höchstplatzierung, Gesamtwochen, AuszeichnungChartplatzierungen (Jahr, Titel, Musiklabel, Platzierungen, Wochen, Auszeichnungen, Anmerkungen) | Höchstplatzierung, Gesamtwochen, AuszeichnungChartplatzierungen (Jahr, Titel, Musiklabel, Platzierungen, Wochen, Auszeichnungen, Anmerkungen) | Anmerkungen                             |
| Jahr | Titel Musiklabel               | US | Country | Anmerkungen                             |
| ---- | ------------------------------ | --- | --- | --------------------------------------- |
| 1997 | Three Chords and the Truth RCA | — | Country56 (4 Wo.)Country | Erstveröffentlichung: 1. Juli 1997      |
| 1998 | No Place That Far RCA          | US116 Gold · (13 Wo.)US | Country11 (48 Wo.)Country | Erstveröffentlichung: 27. Oktober 1998  |
| 2000 | Born to Fly RCA                | US55 ×2Doppelplatin · (85 Wo.)US | Country6 (104 Wo.)Country | Erstveröffentlichung: 10. Oktober 2000  |
| 2003 | Restless RCA                   | US20 Platin · (47 Wo.)US | Country3 (104 Wo.)Country | Erstveröffentlichung: 19. August 2003   |
| 2005 | Real Fine Place RCA            | US3 Platin · (32 Wo.)US | Country1 (98 Wo.)Country | Erstveröffentlichung: 4. Oktober 2005   |
| 2011 | Stronger RCA                   | US6 Gold · (33 Wo.)US | Country1 (72 Wo.)Country | Erstveröffentlichung: 8. März 2011      |
| 2014 | Slow Me Down RCA               | US9 (9 Wo.)US | Country2 (17 Wo.)Country | Erstveröffentlichung: 11. März 2014     |
| 2014 | At Christmas RCA               | US135 (1 Wo.)US | Country21 (5 Wo.)Country | Erstveröffentlichung: 17. November 2014 |
| 2017 | Words RCA                      | US46 (1 Wo.)US | Country4 (2 Wo.)Country | Erstveröffentlichung: 21. Juli 2017     |
| 2020 | Copy That                      | — | — | Erstveröffentlichung: 15. Mai 2020      |

### Livealben
- 2019: Live from City Winery Nashville

### Kompilationen
| Jahr | Titel                                        | Höchstplatzierung, Gesamtwochen, AuszeichnungChartplatzierungen (Jahr, Titel, Platzierungen, Wochen, Auszeichnungen, Anmerkungen) | Höchstplatzierung, Gesamtwochen, AuszeichnungChartplatzierungen (Jahr, Titel, Platzierungen, Wochen, Auszeichnungen, Anmerkungen) | Anmerkungen                                         |
| Jahr | Titel                                        | US | Country | Anmerkungen                                         |
| ---- | -------------------------------------------- | --- | --- | --------------------------------------------------- |
| 1999 | CMT Girls’ Night Out BNA                     | — | Country30 (13 Wo.)Country | mit Martina McBride, Mindy McCready & Lorrie Morgan |
| 2007 | Greatest Hits RCA                            | US8 Gold · (15 Wo.)US | Country3 (77 Wo.)Country | Erstveröffentlichung: 9. Oktober 2007               |
| 2013 | Playlist: The Very Best of Sara Evans Legacy | — | Country73 (1 Wo.)Country | Erstveröffentlichung: 29. Januar 2013               |

Weitere Kompilationen
- 2005: Feels Like Home (nur in Läden der Kette Cracker Barrel verkauft)
- 2006: Always There (nut in Läden der Kette Hallmark Cards verkauft)
- 2007: The Early Years

### EPs
- 2009: I’ll Be Home for Christmas
- 2019: The Barker Family Band

### Singles
| Jahr | Titel Album                                                       | Höchstplatzierung, Gesamtwochen, AuszeichnungChartplatzierungen (Jahr, Titel, Album, Platzierungen, Wochen, Auszeichnungen, Anmerkungen) | Höchstplatzierung, Gesamtwochen, AuszeichnungChartplatzierungen (Jahr, Titel, Album, Platzierungen, Wochen, Auszeichnungen, Anmerkungen) | Anmerkungen                              |
| Jahr | Titel Album                                                       | US | Country | Anmerkungen                              |
| --- | ----------------------------------------------------------------- | --- | --- | ---------------------------------------- |
| 1997 | True Lies Three Chords and the Truth                              | — | Country59 (6 Wo.)Country | Erstveröffentlichung: 7. April 1997      |
| 1997 | Three Chords and the Truth                                        | — | Country44 (11 Wo.)Country | Erstveröffentlichung: 6. Juli 1997       |
| 1997 | Shame About That Three Chords and the Truth                       | — | Country48 (8 Wo.)Country | Erstveröffentlichung: 2. Dezember 1997   |
| 1998 | Cryin’ Game No Place That Far                                     | — | Country56 (10 Wo.)Country | Erstveröffentlichung: 23. Juni 1998      |
| 1998 | No Place That Far                                                 | US37 (19 Wo.)US | Country1 (30 Wo.)Country | Erstveröffentlichung: 25. September 1998 |
| 1999 | Fool, I’m a Woman No Place That Far                               | — | Country32 (20 Wo.)Country | Erstveröffentlichung: März 1999          |
| 2000 | Born to Fly                                                       | US34 (20 Wo.)US | Country1 (35 Wo.)Country | Erstveröffentlichung: 26. Juni 2000      |
| 2001 | I Could Not Ask for More Born to Fly                              | US35 (20 Wo.)US | Country2 (26 Wo.)Country | Erstveröffentlichung: 12. Februar 2001   |
| 2001 | Saints & Angels Born to Fly                                       | — | Country16 (22 Wo.)Country | Erstveröffentlichung: 3. September 2001  |
| 2002 | I Keep Looking Born to Fly                                        | US35 (19 Wo.)US | Country5 (32 Wo.)Country | Erstveröffentlichung: 18. März 2002      |
| 2003 | Backseat of a Greyhound Bus Restless                              | — | Country16 (26 Wo.)Country | Erstveröffentlichung: 3. März 2003       |
| 2003 | Perfect Restless                                                  | US46 (19 Wo.)US | Country2 (33 Wo.)Country | Erstveröffentlichung: 15. September 2003 |
| 2004 | Suds in the Bucket Restless                                       | US33 Platin · (20 Wo.)US | Country1 (31 Wo.)Country | Erstveröffentlichung: 5. Mai 2004        |
| 2004 | Tonight Restless                                                  | — | Country41 (14 Wo.)Country | Erstveröffentlichung: 2. Dezember 2004   |
| 2005 | A Real Fine Place to Start Real Fine Place                        | US38 Gold · (20 Wo.)US | Country1 (25 Wo.)Country | Erstveröffentlichung: 31. Mai 2005       |
| 2005 | Cheatin’ Real Fine Place                                          | US69 (12 Wo.)US | Country9 (23 Wo.)Country | Erstveröffentlichung: 31. Oktober 2005   |
| 2006 | Coalmine Real Fine Place                                          | — | Country37 (14 Wo.)Country | Erstveröffentlichung: 22. April 2006     |
| 2006 | You’ll Always Be My Baby Real Fine Place                          | — | Country13 (30 Wo.)Country | Erstveröffentlichung: 5. September 2006  |
| 2007 | As If Greatest Hits                                               | US62 (10 Wo.)US | Country11 (27 Wo.)Country | Erstveröffentlichung: 1. Juni 2007       |
| 2008 | Some Things Never Change Greatest Hits                            | — | Country26 (20 Wo.)Country | Erstveröffentlichung: 2. Februar 2008    |
| 2008 | Low Billy: The Early Years O.S.T.                                 | — | Country59 (2 Wo.)Country | Erstveröffentlichung: September 2008     |
| 2009 | Feels Just Like a Love Song –                                     | — | Country59 (2 Wo.)Country | Erstveröffentlichung: 20. Juli 2009      |
| 2010 | A Little Bit Stronger Stronger                                    | US34 Platin · (21 Wo.)US | Country1 (36 Wo.)Country | Erstveröffentlichung: 27. September 2010 |
| 2011 | My Heart Can’t Tell You No Stronger                               | — | Country21 (34 Wo.)Country | Erstveröffentlichung: 20. Juni 2011      |
| 2012 | Anywhere Stronger                                                 | — | Country53 (4 Wo.)Country | Erstveröffentlichung: 23. Juli 2012      |
| 2013 | Slow Me Down                                                      | US89 (5 Wo.)US | Country19 (26 Wo.)Country | Erstveröffentlichung: 23. September 2013 |
| Folgende Lieder erschienen nicht als Single, wurden aber durch das Album zum Download und Streaming bereitgestellt und konnten somit eine Platzierung erlangen: |                                                                   | | |                                          |
| |                                                                   | | |                                          |
| 2006 | Missing Missouri Real Fine Place                                  | — | Country52 (13 Wo.)Country |                                          |
| 2007 | I’ll Be Home for Christmas Hear Something Country: Christmas 2007 | — | Country46 (2 Wo.)Country |                                          |

Weitere Veröffentlichungen
- 2008: Love You With All My Heart
- 2014: Put My Heart Down
- 2017: Marquee Sign
- 2018: All the Love You Left Me
- 2018: Long Way Down
- 2020: If I Can’t Have You

### Gastbeiträge
| Jahr | Titel Album                                | Höchstplatzierung, Gesamtwochen, AuszeichnungChartplatzierungen (Jahr, Titel, Album, Platzierungen, Wochen, Auszeichnungen, Anmerkungen) | Höchstplatzierung, Gesamtwochen, AuszeichnungChartplatzierungen (Jahr, Titel, Album, Platzierungen, Wochen, Auszeichnungen, Anmerkungen) | Anmerkungen                                                          |
| Jahr | Titel Album                                | US | Country | Anmerkungen                                                          |
| ---- | ------------------------------------------ | --- | --- | -------------------------------------------------------------------- |
| 2000 | That’s the Beat of a Heart King of Nothing | — | Country22 (28 Wo.)Country | Erstveröffentlichung: März 2000 The Warren Brothers feat. Sara Evans |
| 2016 | Infinite Love –                            | — | Country39 (1 Wo.)Country | Erstveröffentlichung: 10. Juni 2016 mit Todd Chrisley                |

## Videoalben
- 2006: The Video Collection